# Thyon
Thyon est une localité suisse de la commune de Vex à l'ouest du Val d'Hérens. Elle se situe dans le district d'Hérens, dans le canton du Valais, à une altitude de 2 100 m.
Le village fait partie du domaine skiable des 4 Vallées avec La Tzoumaz, Nendaz, Verbier et Veysonnaz.

## Sport
Chaque mois d'août depuis 1982, la station de Thyon 2000 est le point de départ de la course Thyon-Dixence.
L'ascension de Thyon 2000 est au programme de l'arrivée de la 4e étape du Tour de Romandie 2021. Elle est de nouveau au programme lors de l'arrivée de la 4e étape du Tour de Romandie 2023 et lors de l'édition 2025.